# هوندا كوينت
هوندا كوينت هي أحد أنواع سيارات شركة هوندا موتور، وهي مركبة من أساس هوندا سيفيك. ظهرت السيارة في 1980 في اليابان، وفي السنة التالية بدأت تصدر سيارات كوينت في ماركات أخرى كأوروبا وجنوب شرق آسيا، في هذه الماركات عرفت السيارة باسم هوندا كوينتت. بيعت السيارة في أستراليا باسم روفر كوينتت وكانت أول سيارة هوندا لتحمل اسم روفر. هذه السيارة لم تعد تنتج منذ 1985، فقد بدلت بهوندا كوينت إنتيرغا، التي كان أحد الفروق بينها وبين كوينت هو أنها حملت محرك هوندا DOHC.

## وصلات خارجية
- http://www.hondafan.ro/modele.php?id=194
- http://www.prelude-fan.de/quintet_q.htm
- http://www.hondarevolutions.com/html/brochure_quintet.htm
- http://www.hondaquintet.tk
- http://www.aronline.co.uk/index.htm?quintetf.htm